# Himatanthus
Himatanthus es un género de plantas fanerógamas de la familia Apocynaceae.  Son originarias del centro y sur de América tropical. Se distribuyen por Panamá, Guayana Francesa, Guyana, Surinam, Venezuela, Bolivia, Colombia, Ecuador, Perú y Brasil.  Comprende 16 especies descritas y de estas, solo 13 aceptadas.

## Descripción
Son arbustos o árboles que alcanzan un tamaño de hasta 35 m de altura, con látex espeso blanco. Tallos jóvenes teretes, ligeramente gruesos con cicatrices foliares prominentes. Hojas alternas, glabras o pelosas, submembranáceas a coriáceas; márgenes enteros y con frecuencia revolutos; nervaduras secundarias unidas cerca del margen en una serie de rizos o curvas. Inflorescencias terminales (o seudolaterales a causa del crecimiento continuo), cimosas, usualmente multifloras; pedúnculos generalmente alargados, alternadamente ramificados dentro de las inflorescencias con los segmentos presentando una apariencia articulada; brácteas; grandes y vistosas, caducas. Flores cortamente pediceladas; cáliz rudimentario, persistente, los lobos 1-5, ovados, basalmente carentes de glándulas en el interior; corola hipocraterimorfa, relativamente grande, blanca con una textura cerosa, los lobos sinistrorsamente convolutos en el botón, reflexos en la antesis, el tubo dilatado cerca de la base por encima del cáliz en la inserción de los estambres; estambres insertados cerca de la base del tubo de la corola, las anteras lanceoladas, subsésiles, basalmente sagitadas, apicalmente agudas; ovario apocárpico, glabro, el ápice redondeado, el estilo terete con cabezuelas estigmáticas fusiformes ligeramente engrosadas. Frutos consistentes de un par de folículos gemelos (o un solo folículo por aborto de un carpelo) coriáceos parecidos a bananas con una superficie lisa o verrugosa; semillas con un ala excéntrica.

## Taxonomía
El género fue descrito por Willd. ex Roem. & Schult. y publicado en Systema Vegetabilium 5: xiii–xiv, 221. 1819. La especie tipo es: Himatanthus rigidus Willd. ex Roem. & Schult. 